# لوکزامبورگ ۲۷۱۳
سیارک ۲۷۱۳ (به انگلیسی: 2713 Luxembourg، نامگذاری:1938EA) دو هزار و هفتصد و سیزدهمین سیارک کشف شده‌است که در ۱۹ فوریه ۱۹۳۸ کشف شد.
قدر مطلق سیارک برابر ۱۱٫۵۰ است.